# Lorenzana
Lorenzana és un antic municipi situat al territori de la província de Pisa, a la regió de la Toscana, (Itàlia).
Lorenzana limitava amb els municipis de Casciana Terme, Crespina, Fauglia, Lari, Orciano Pisano i Santa Luce.
L'1 de gener 2014 es va fusionar amb el municipi de Crespina creant així el nou municipi de Crespina Lorenzana, del qual actualment és una frazione.

## Galeria

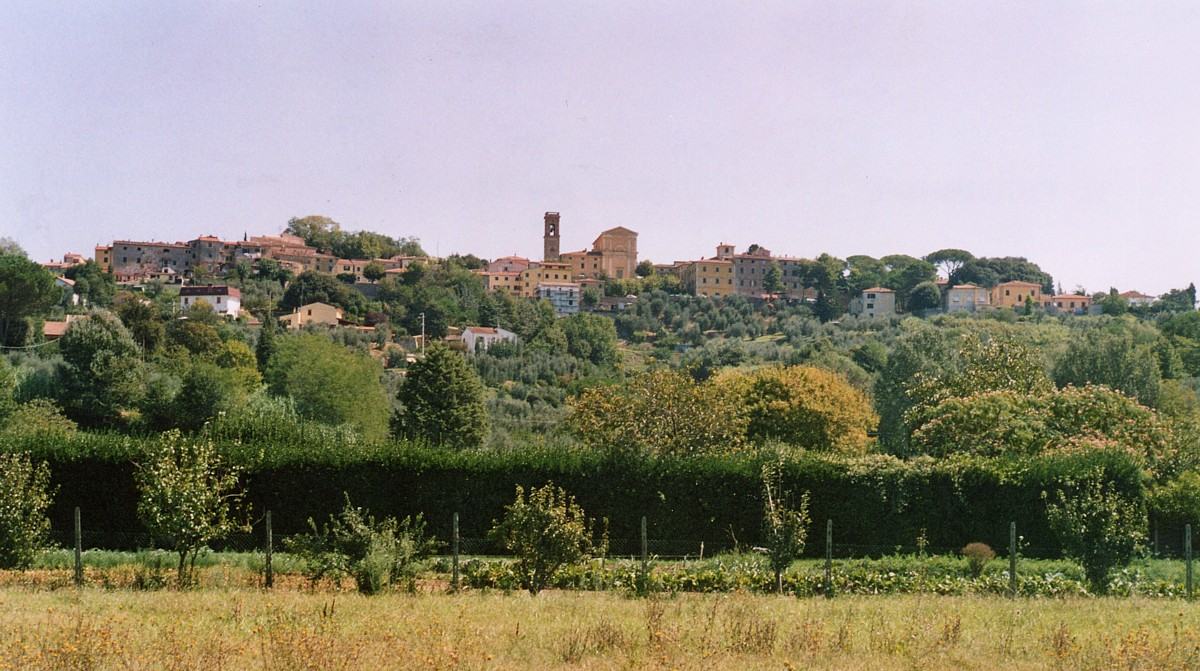
Vista de Lorenzana